# بيل سميث
بيل سميث (بالإنجليزية: Bill Smith)‏ (و. 1935 – م) هو سياسي، من كندا، ولد في إدمونتون.

## مناصب
تولى منصب عمدة إدمونتون (16 أكتوبر 1995–26 أكتوبر 2004).